# Kumarwarti
Kumarwarti (en népalais : कुमारवर्ती) est un comité de développement villageois du Népal situé dans le district de Nawalparasi. Au recensement de 2011, il comptait 5 633 habitants.